# E.J. Rowland
Earl Jerrod Rowland, detto E.J. (Francoforte, 18 maggio 1983), è un cestista statunitense naturalizzato bulgaro.

## Carriera
In Italia ha vestito la maglia della Vanoli Cremona per due stagioni risultando uno dei migliori giocatori del campionato italiano.

## Nazionale
Con la Nazionale Bulgara ha preso parte a due Europei, quelli del 2009 e del 2011 risultando sempre uno dei punti di forza della sua Nazionale.

## Palmarès

### Squadra
- Campionato lettone: 1

VEF Riga: 2012-13
- Coppa di Germania: 1

Artland Dragons: 2008

### Individuale
- MVP VTB United League: 1

VEF Riga: 2012-13